# 格米良卡
50°47′37″N 32°26′7″E / 50.79361°N 32.43528°E
格米良卡（烏克蘭語：Гмирянка）是位於烏克蘭北部切爾尼希夫州裏普里盧基區的村莊，始建於1700年，面積5.72平方公里，海拔高度144米，2022年人口805，人口密度每平方公里17.06人。